# Skip School, Start Fights
Skip school, start fights é o segundo álbum de estúdio da banda estadunidense Hit the Lights. É o primeiro lançamento com Nick Thompson como vocalista. Foi lançado em 8 de julho de 2008.

## Track listing
1. "Count It!" - 1:02
2. "Breathe In" - 3:07
3. "Stay Out" - 3:47
4. "Drop the Girl" (featuring Shane Henderson from Valencia) - 3:21
5. "Tell Me Where You Are" - 4:02
6. "Hangs 'Em High" - 2:54
7. "Back Breaker" - 3:25
8. "Don't Wait" (featuring Alex Gaskarth from All Time Low) - 3:36
9. "Cry Your Eyes Out" - 3:07
10. "Statues" - 3:04
11. "Say What You Wanna Say" - 3:11
12. "Wide Awake" - 3:12
13. "On and On" - 2:56

iTunes bonus tracks
1. "How Will I Know" (Whitney Houston cover) – 3:54
2. "Drop the Girl" (Rowdy Boiz remix) – 3:12

## Créditos
- Hit the Lights:
  - Nick Thompson: voz, guitarra
  - David Bermosk: baixo
  - Nathan Van Dame: bateria
  - Omar Zehery: guitarra
- Rob Freeman: produtor
- Kenneth Mount: voz extra
- Alex Gaskarth, Shane Henderson: voz extra

Fonte: Allmusic

## Charts
| Chart (2008)                                  | Peak posição |
| --------------------------------------------- | ------------ |
| Billboard 200                                 | 97           |
| Estados Unidos (Digital Albums)               | 24           |
| Estados Unidos (Billboard Independent Albums) | 11           |